# قوانين استغلال الأطفال في المواد الإباحية في كندا
تحظر قوانين «استغلال الأطفال في المواد الإباحية» في كندا إنتاج وتوزيع المواد الإباحية عن الأطفال ويعاقب عليها بالسجن لمدة تصل إلى 20 عامًا أو غرامة قدرها 5000 دولار.

## التمثيل البصري والكتابي
يغطي الحظر التمثيل المرئي لـ الاعتداء الجنسي على الأطفال والنشاط الجنسي الآخر من قبل أشخاص (حقيقيين أو وهميين) تقل أعمارهم عن 18 عامًا أو تصوير منطقتهم الشرجية عضو جنسي / لغرض جنسي، ما لم يمكن تقديم التبرير التعليمي أو العلمي أو الطبي وتقبل المحكمة ذلك.
ويشمل أيضًا الصور المكتوبة لأشخاص أو شخصيات (خيالية أو غير خيالية) تقل أعمارهم عن 18 عامًا عند ممارسة النشاط الجنسي. يمكن للمحاكم في كندا أيضًا إصدار أوامر لحذف المواد من الإنترنت من أي نظام كمبيوتر ضمن اختصاص المحكمة 
يجرم القانون الحالي حيازة مواد تخيلية في غياب أي صور لأطفال حقيقيين، بما في ذلك حيازة قصص خيالية بدون صور على الإطلاق، أو العكس، صور كرتونية دون أية قصص. 

## الإنترنت
تنظم القوانين التي تتناول استغلال الأطفال في المواد الإباحية على الإنترنت طبيعة الدردشة الحية والبريد الإلكتروني التي قد تتعلق باستمالة الأطفال من أجل استغلالهم في المواد الإباحية (على سبيل المثال، كاميرا الويب) أو أي أغراض جنسية أخرى. كما أنه يجرم الوصول المتعمد للمواد الإباحية عن الأطفال.

## أحكام القانون الجنائي
ترد القوانين الكندية التي تتناول استغلال الأطفال في المواد الإباحية في الجزء الخامس من   القانون الجنائي  الذي يتناول الجرائم الجنسية والأخلاق العامة والسلوك غير المنضبط: الجرائم التي تميل إلى الأخلاق الفاسدة. تعرّف المادة 163.1 من القانون المواد الإباحية للأطفال على أنها تشمل «تمثيل مرئي، سواء تم أو لم يكن بالوسائل الإلكترونية أو الميكانيكية»، يوضح «الشخص الذي يصور أو يصور على أنه أقل من 18 عامًا ويشارك في أو يتم وصفها على أنها تمارس نشاطًا جنسيًا صريحًا»، أو«السمة الغالبة لها هي تصوير جهاز جنسي أو منطقة شرجية لشخص دون سن الثامنة عشرة، لأغراض جنسية.»
الحد الأدنى للعقوبة الحالية لحيازة المواد الإباحية أو «الوصول إليها» هو ستة أشهر من السجن.

## حالات

### ايلي لانجر ومعرض الفن التجريبي
أحد التطبيقات المبكرة لهذا القانون كانت في قضية ايلي لانجر. في عام 1993، كان لهذا الفنان في تورونتو معرض فني. وشملت رسوماته صور الأطفال في المواقف الجنسية.حيث داهمت الشرطة المعرض وصادرت الأعمال. تمت تبرئة لانجر في النهاية بعد محاكمته لأن عمله اعتبر فنيًا بدرجة كافية لتبريره على أنه خطاب محمي. 

## ممارسة الجنس مع الحيوانات
يعتبر مشاهدة الأفلام الإباحية لممارسة الجنس مع الحيوانات فعل غير قانوني في كندا، إلا أنه يعتبر الممارسة الجنسية مع الحيوانات جريمة جنائية وفقًا للقانون الكندي، ويعاقب عليها بالسجن لمدة تصل إلى 10 سنوات.